# Privatklage
Die Privatklage bietet im deutschen Strafprozessrecht dem Verletzten die Möglichkeit, die Anklage einer Straftat auch ohne Mitwirkung der Staatsanwaltschaft vor dem Strafgericht des Amtsgerichts zu erheben. Dadurch hat er die Möglichkeit, selbst die Anklage bei solchen Straftatbeständen zu erheben, bei denen die Staatsanwaltschaft nur bei öffentlichem Interesse an der Strafverfolgung die Anklage erhebt (§ 376 Strafprozessordnung; Privatklagedelikte, siehe Übersicht unten).
Eine Privatklage darf nicht mit einer Klage nach dem Privatrecht, wie etwa einer Klage auf Schadensersatz, verwechselt werden.
Die Privatklage ist im ersten Abschnitt des Fünften Buches in den §§ 374–394 der Strafprozessordnung (StPO) geregelt. Im Übrigen gelten die anderen Vorschriften der StPO entsprechend, sofern in den §§ 374–394 StPO nichts Besonderes geregelt ist. Mit der Privatklage besteht keine Bindung an das Legalitätsprinzip mehr. Es steht dem Privatklageberechtigten frei, ob er Klage erhebt. In den RiStBV ist in Nr. 87 Näheres zur Verweisung auf die Privatklage durch die Staatsanwaltschaft geregelt.

## Zulässigkeit

### Allgemeines
Die Privatklage kann ohne Mitwirkung der Staatsanwaltschaft betrieben werden. Sie steht im Gegensatz zur öffentlichen Klage. Die Privatklage ist aber nur für eine begrenzte Zahl (Enumerationsprinzip) von Straftaten statthaft. Diese Straftaten dürfen nicht in Tateinheit mit einem Offizialdelikt stehen. Die einschlägigen Straftaten sind in § 374 StPO aufgelistet (siehe Übersicht unten).
Klageberechtigt ist stets nur der Verletzte oder derjenige, auf den das Antragsrecht nach § 77 Abs. 2 StGB übergegangen ist. Der Kläger muss jedoch prozessfähig sein. Fehlt diese Eigenschaft, so kann nur der gesetzliche Vertreter (Eltern bzw. Betreuer) Privatklage erheben. Im Bereich des gewerblichen Rechtsschutzes sind auch gewerbliche Interessenverbände klageberechtigt. Bei bestimmten Antragsdelikten sind nur die Dienstvorgesetzten zur Erhebung der Klage berechtigt.
Unzulässig ist die Privatklage gegen Personen, die zur Tatzeit Jugendliche waren, unter Umständen erhebt in diesen Fällen der Staatsanwalt Anklage (§ 80 Abs. 1 JGG). Außerdem ist eine Privatklage nicht gegen Exterritoriale (§§ 18–20 GVG) sowie gegen Mitglieder des Land- oder Bundestags möglich, wenn keine Erlaubnis des Parlaments besteht. Zulässig ist die Prozessvertretung durch Rechtsanwälte. Der Angeklagte im Privatklageverfahren kann einen Verteidiger hinzuziehen.

### Sühneversuch
Für die Delikte nach §§ 123, 185–189, 202, 223, 229, 241 und 303 StGB (vgl. Übersicht unten) ist vor Erhebung der Klage der Versuch der Sühne vor einer Vergleichsstelle zwingend erforderlich. Erst wenn der Sühneversuch gescheitert ist, darf dann die Privatklage erhoben werden (§ 380 StPO). Die Vergleichsstellen sind in der Regel die Schiedsämter. Schon aus diesem Grund ist die Privatklage in Deutschland sehr selten. Es wurde mehrfach diskutiert, die Privatklage mangels nennenswerter Relevanz abzuschaffen.
Die Privatklage muss schriftlich oder zu Protokoll der Geschäftsstelle bei Gericht eingelegt werden. Die Klage muss den Sachverhalt und den Täter bezeichnen.

### Strafantrag
Oftmals sind Privatklage- zugleich Antragsdelikte, so dass auch ein Strafantrag nötig sein kann. Während beim absoluten Antragsdelikt die Verfolgung ohne Antrag ausgeschlossen ist, gleicht beim relativen (oder auch bedingtem) Antragsdelikt ein etwaiges besonderes öffentliches Interesse den Mangel eines fehlenden Antrags aus.
Die folgende Tabelle verdeutlicht die Konsequenz besonderen und einfachen öffentlichen Interesses bzw. dessen Fehlens für die Erhebung der öffentlichen Klage (öK) bei Antrags- und Privatklagedelikten.
| Delikt                                   | Beispiel                                           | besonderes öffentliches Interesse | einfaches öffentliches Interesse | kein öffentliches Interesse |
| ---------------------------------------- | -------------------------------------------------- | --------------------------------- | -------------------------------- | --------------------------- |
| absolutes Antragsdelikt                  | Haus- und Familiendiebstahl                        | öK abhängig von Strafantrag       | öK abhängig von Strafantrag      |                             |
| relatives Antragsdelikt                  | Diebstahl und Unterschlagung geringwertiger Sachen | + öK möglich                      | öK abhängig von Strafantrag      |                             |
| Privatklagedelikt                        | Nötigung i. S. d. § 240 Abs. 1–3 StGB, Bedrohung   | + öK möglich                      | + öK möglich                     | - keine öK                  |
| absolutes Antrags- und Privatklagedelikt | Hausfriedensbruch, Beleidigung                     | öK abhängig von Strafantrag       | öK abhängig von Strafantrag      | - keine öK                  |
| relatives Antrags- und Privatklagedelikt | Körperverletzung, Sachbeschädigung                 | + öK möglich                      | öK abhängig von Strafantrag      | - keine öK                  |

Auch bei einem Privatklagedelikt, das zugleich Antragsdelikt ist, und bei dem kein öffentliches Interesse besteht, bedarf es also eines fristgerechten (3 Monate ab Kenntniserlangung, siehe § 77b StGB) und wirksamen (siehe § 158 Abs. 2 StPO zur Form und zu den Berechtigten § 77 StGB) Strafantrags.
In der Erhebung der Privatklage liegt zugleich die Stellung eines Strafantrags.

## Übersicht der Privatklagedelikte
| Privatklagedelikt (§ 374 StPO)                                                                                                   | Sühneversuch (§ 380 StPO) | Antragsdelikt (§ 77 StGB)                              |
| --- | ------------------------- | ------------------------------------------------------ |
| Hausfriedensbruch (§ 123 StGB)                                                                                                   | ja                        | absolut (Abs. 2)                                       |
| Beleidigungsdelikte (§§ 185–189 StGB; vgl. Nr. 229 RiStBV)                                                                       | ja                        | absolut (§ 194 StGB; Ausnahmen)                        |
| Verletzung des höchstpersönlichen Lebensbereichs durch Bildaufnahmen (§ 201a Abs. 1 und 2 StGB)                                  | nein                      | relativ (§ 205 Abs. 1 Satz 2 StGB)                     |
| Verletzung des Briefgeheimnisses (§ 202 StGB)                                                                                    | ja                        | absolut (§ 205 Abs. 1 Satz 1 StGB)                     |
| einfache vorsätzliche oder fahrlässige Körperverletzung (§§ 223, 229 StGB); nicht bei Kindesmisshandlung (Nr. 235 Abs. 2 RiStBV) | ja                        | relativ (§ 230 StGB)                                   |
| Nötigung [bis auf besonders schwere Fälle] (§ 240 Absatz 1 bis 3 StGB)                                                           | nein                      | nein                                                   |
| Bedrohung (§ 241 StGB) | ja                        | nein (Ausnahme, wenn angedrohte Tat Antragsdelikt ist) |
| Bestechlichkeit oder Bestechung im geschäftlichen Verkehr (§ 299 StGB)                                                           | nein                      | relativ (§ 301 StGB)                                   |
| Sachbeschädigung (§ 303 StGB) | ja                        | relativ (§ 303c StGB)                                  |
| Vollrausch (§ 323a StGB), wenn die im Rausch begangene Tat ein oben genanntes Vergehen ist                                       | s. oben                   | s. oben (Abs. 3)                                       |
| Straftat nach § 16 UWG (vgl. Nr. 260 RiStBV)                                                                                     | nein                      | nein                                                   |
| Straftat nach § 23 GeschGehG | nein                      | relativ (Abs. 8)                                       |
| Straftaten nach § 142 Abs. 1 PatG, § 25 Abs. 1 GebrMG, § 10 Abs. 1 HalblSchG, § 39 Abs. 1 SortSchG                               | nein                      | relativ (jeweils Abs. 4)                               |
| Straftat nach § 143 Abs. 1, § 143a Abs. 1 MarkenG                                                                                | nein                      | relativ (§ 143 Abs. 4 MarkenG)                         |
| Straftat nach § 144 Abs. 1 und 2 MarkenG                                                                                         | nein                      | nein                                                   |
| Straftat nach § 51 Abs. 1 und § 65 Abs. 1 DesignG                                                                                | nein                      | relativ (§ 51 Abs. 4 DesignG)                          |
| Straftat nach §§ 106 bis 108 sowie § 108b Abs. 1 und 2 UrhG                                                                      | nein                      | relativ (§ 109 UrhG)                                   |
| Straftat nach § 33 KunstUrhG | nein                      | absolut (Abs. 2)                                       |

## Verfahren
Das Privatklageverfahren beginnt mit Einreichung einer Anklageschrift des Verletzten bei Gericht (§ 381 StPO), die neben dem Anklagesatz auch die Beweismittel und das wesentliche Ergebnis der Ermittlungen enthalten muss, die eine Verurteilung rechtfertigen sollen. Außerdem müssen die dem Beschuldigten voraussichtlich erwachsenden Kosten, etwa für dessen anwaltliche Vertretung und die Gerichtskosten vorgeschossen werden (§ 379, § 379a StPO). Eine anwaltliche Vertretung des Verletzten ist nicht notwendig. Als Ausnahme vom staatlichen Anklagemonopol durch die Strafverfolgungsbehörden wie insbesondere der Staatsanwaltschaft ist das Verfahren insoweit als adversatorischer Parteiprozess ausgestaltet.
Sind mehrere zur Privatklage berechtigt, so können sie diese unabhängig voneinander erheben (§ 375 StPO). Nach Erhebung der Privatklage durch einen Berechtigten können die übrigen Berechtigten der Klage beitreten. Die Staatsanwaltschaft ist zur Mitwirkung in dem Privatklageverfahren nicht verpflichtet. Sie kann jedoch (auch durch Vorlage der Akten des Gerichts) das Verfahren jederzeit bis zum Eintritt der Rechtskraft des Urteils übernehmen (§ 377 StPO).
Das Gericht entscheidet nach Anhörung des Beschuldigten, ob es das Hauptverfahren eröffnet, die Privatklage zurückweist oder das Verfahren wegen geringer Schuld des Täters einstellt (§ 383 StPO). Das Hauptverfahren verläuft im Wesentlichen wie nach Erhebung einer öffentlichen Klage durch den Staatsanwalt (§ 384 StPO).
Ergibt die Verhandlung, dass statt eines Privatklagedeliktes der Verdacht eines Nicht-Privatklagedeliktes vorliegt, stellt das Gericht das Verfahren durch Sachurteil ein (§ 389 Abs. 1 StPO).
Im Fall einer Verurteilung dürfen Maßregeln der Besserung und Sicherung nicht angeordnet werden (§ 384 Abs. 1 Satz 2 StPO).

## Kosten
Es erwachsen die üblichen Kosten. Im Privatklageverfahren kann Prozesskostenhilfe beantragt werden. Ein Gerichtskostenvorschuss wird fällig, außer bei Gewährung von Prozesskostenhilfe.
Wird der Beschuldigte verurteilt, zahlt dieser im Allgemeinen die Verfahrenskosten, einschließlich die notwendigen Auslagen des Privatklägers (§ 471 Abs. 1 StPO), und eine eventuell auferlegte Geldstrafe an den Staat. Wird der Beschuldigte nicht verurteilt, trägt normalerweise der Privatkläger die Verfahrenskosten und die notwendigen Auslagen des Beschuldigten (§ 471 Abs. 2 StPO).

## Besonderheiten
Im Privatklageverfahren ist die Widerklage (§ 388 StPO) zulässig. Dann muss wechselseitig ein Privatklagedelikt begangen worden sein. Auch für die Widerklage gelten die Vorschriften der Privatklage.
Das Gericht kann gemäß § 383 Abs. 2 StPO die Sache bei geringer Schuld einstellen, was in der Praxis der regelmäßige Ausgang von Privatklagesachen ist. Der Privatkläger hat in diesem Fall unter Umständen auch die Verteidigungskosten des Angeklagten zu tragen.
Auch der Tod des Privatklägers führt zur Einstellung des Verfahrens durch Beschluss. Doch kann bei bestimmten Delikten wie Beleidigung oder vorsätzlicher Körperverletzung das Verfahren binnen 2 Monaten von nahen Angehörigen fortgesetzt werden (§ 393 Abs. 2, § 374 Abs. 2 StPO, § 77 Abs. 2 StGB).

## Rechtsfolgen
Die Rechtsfolgen erstrecken sich auf alle Rechtsfolgen der betroffenen Delikte. Zwar können sämtliche Sanktionen verhängt werden, Maßregeln der Besserung und Sicherung dürfen jedoch nach § 384 StPO nicht verhängt werden.

## Rechtsmittel
Gegen die Urteile und Entscheidungen stehen dem Privatkläger die Rechtsmittel, die üblicherweise der Staatsanwaltschaft zustehen, zu. Im Gegensatz zum Staatsanwalt kann der Privatkläger Rechtsmittel jedoch nicht zugunsten des Angeklagten einlegen. Er kann ferner die Wiederaufnahme des Verfahrens zuungunsten des Angeklagten beantragen. Ein Berufungs-/Revisionsantrag kann durch beide Prozessparteien erfolgen (§§ 296 und 391 Abs. 2 StPO).
Möglich sind schließlich noch die Klagerücknahme und die Wiedereinsetzung in den vorigen Stand. Nach der Rücknahme der Klage darf sie jedoch nicht erneut erhoben werden.

## Statistik
2018 wurden von den Staatsanwaltschaften 199.946 Verfahren durch Verweisung auf den Weg der Privatklage erledigt. Von den Amtsgerichten wurden dagegen im selben Zeitraum nur 320 Privatklagen erledigt (238 ohne Hauptverhandlung, 46 mit Hauptverhandlung, aber ohne Urteil, 36 mit Urteil); es gab 8 Berufungen (mit 2 Hauptverhandlungen) und keine Revision.

## Geschichte
Der Anwendungsbereich der Privatklage betraf ursprünglich nur Beleidigungen und Körperverletzungen (§ 414 StPO 1877) und wurde durch das Gesetz zur Entlastung der Gerichte vom 11. März 1921 erheblich ausgedehnt. Der obligatorische Sühneversuch betraf ursprünglich nur die Beleidigung (§ 420 StPO 1877) und wurde durch die Verordnung über Gerichtsverfassung und Strafrechtspflege vom 4. Januar 1924 ausgeweitet. Die Möglichkeit zur Einstellung bei geringer Schuld wurde durch die Notverordnung vom 6. Oktober 1931 aufgenommen. Bis 1998 zählte auch die gefährliche Körperverletzung zu den Privatklagedelikten.

## Österreich, Liechtenstein
Zur Rechtslage in Österreich und Liechtenstein siehe Privatanklagedelikt. Privatanklagedelikt und Ermächtigungsdelikt (bundesdeutsch: Antragsdelikt) schließen einander aus.

## Schweiz, DDR
In der Schweiz gibt, in der DDR gab es keine rein private Strafverfolgung.